# 만해 한용운 심우송 병풍
만해 한용운 심우송 병풍(萬海 韓龍雲 尋牛頌 屛風)은 서울특별시 종로구 부암동에 있는 병풍이다. 2018년 10월 18일 서울특별시의 문화재자료 제73호로 지정되었다.

## 지정 사유
심우(尋牛)라는 불교적인 주제를 다룬 칠언절구 10수이다. 이 칠언절구는 『한용운전집』１(佛敎文化硏究院, 2005) 「심우장설(尋牛莊說)」에 실려 있다. 그 말미에 〈佛敎 新 第四輯 一九三七ㆍ六ㆍ一〉이라고 출처를 밝혀놓아 한용운이 1937년 『신불교』 제4집에 기고했음을 알 수 있다. 이어 자신이 불교학도로서 초심구도(初心求道)의 뜻을 나타내고자 자신의 거처를 심우장이라 명명하고, 확암선사의 「십우도송」을 차운한다며 「차확암십우송운(次廓庵十牛頌韻)」칠언절구 10수와 각각의 번역을 함께 실었다.
본 문화재는 한용운(1879∼1944)이 자신이 지은 차운시를 쓴 것으로 심우에 대한 관심을 보여주며, 1933년에 마련한 그의 거처 심우장과도 관련된다. 그의 필적으로는 보기 드문 10폭 대작이며 보존상태도 양호하다. 필사 연대는 1933년(55세) 이후이며 노년의 전형적인 서풍으로, 제작시기로 미루어 시 문화재자료로 지정한다.

## 조사 보고서
이 병풍 글씨는 만해 한용운(1879∼1944)의 제자인 통도사 극락암의 경봉(鏡峰 885~1969)이 간직하던 것으로, 뒤에 경봉의 상좌이던 전금주(錢金周)의 아들(현 소장자)에게 선물한 것이라고 한다.
내용은 심우(尋牛)라는 불교적인 주제를 다룬 칠언절구 10수이다. 이 칠언절구는 『한용운전집』１(佛敎文化硏究院, 2005) 「심우장설 尋牛莊說」에 실려 있다. 그 말미에 〈佛敎 新 第四輯 一九三七ㆍ六ㆍ一〉이라고 출처를 밝혀놓아 한용운이 1937년 『신불교』 제4집에 기고했음을 알 수 있다. 심우장은 한용운이 1933년에 서울 성북동에 마련했던 거처이다.
「심우장설」에서 한용운은 심우의 유래를 간술한 뒤, 송나라 확암선사(廓庵禪師) 사원(師遠)의 「십우도송 十牛圖頌」이야말로 수심견성(修心見性)의 차제(次第)를 소에 비유한 것이라면서 이를 번역하고 해설하였다.
이어 자신이 불교학도로서 초심구도(初心求道)의 뜻을 나타내고자 자신의 거처를 심우장이라 명명하고, 또 확암선사의 「십우도송」을 차운한다면서 「차확암십우송운 次廓庵十牛頌韻」 칠언절구 10수와 각각의 번역을 함께 실었다.
「차확암십우송운」의 원문과 번역은 아래와 같다.

1 尋牛(심우)
此物元非無處尋,(차물원비무처심) 원래 못 찾을 리 없긴 없어도
山中但覺白雲深.(산중단각백운심) 산 속에 흰 구름이 이리 낄 줄이야!
絶壑斷崖攀不得,(절학단애반부득) 다가서는 벼랑이라 발 못 붙인 체
風生虎嘯復龍唫.(풍생호소부용금) 호랑이 용 울음에 몸을 떠느니.
２ 見跡(견적)
狐狸滿山凡幾多,(호리만산범기다) 여우니 삵괭이니 득실대는 산
回頭又問是甚麽.(회두우문시심마) 머리를 돌려 또 묻느니 「이것은 무엇?」
忽看披艸踏花跡,(홀간피초답화적) 문득 보니 풀 헤치고 꽃 밟은 자취!
別徑何須更覓他.(별경하수갱타멱) 다른 데 가 굳이 찾을 필요 있으랴.
３ 見牛(견우)
至今何必更聞聲,(지금하필갱문성) 이젠 꼭 그 소리를 들어야 하랴.
揖白白兮踏靑靑.(읍백백혜답청청) 푸른 풀밭 딛고 선 희고 흰 모습!
不離一步立看彼,(불리일보입간피) 한 걸음을 안 옮긴 채 그를 보느니
毛角元非到此成.(모각원비도차성) 저 털 저 뿔 오늘에 됨은 아닐세.
４ 得牛(득우)
已見更疑不得渠,(이견생의부득거) 보고는 못 붙들까 애태웠듯이
擾擾毛心亦難除.(요요모심역난재) 잃을세라 이 걱정 끊기 어려워……
頓覺其轡已在手,(돈각기비이재수) 깨달으니 그 재갈 손에 있는데
大似元來不離居.(대사원리불리거) 본디 같이 있는 듯함 이상도 해라.
５ 牧牛(목우)
飼養馴致兩加身,(사양순치양가신) 기르고 길들이기 잊지 않음은
恐彼野性逸入塵.(공피야성일입진) 행여나 옛 버릇 나 달아날세라.
片時不待羈與絆,(편시부대기여반) 어느덧 굴레 씌워 끌지 않아도
萬事於今必須人.(만사여금필수인) 온갖 일 따르게 됨 신기하여라.
６ 騎牛歸家(기우귀가)
不費鞭影任歸家,(불비편영임귀가) 채찍질 함도 없이 돌아가는 것
溪山何妨隔烟霞.(계산하방격연하) 안개 늘 끼었은들 상관 있으랴.
斜日吃盡長程艸,(사일흘진장정초) 긴 길가 그 많은 풀을 먹어치울 제
春風未見香入牙.(춘풍미견향입아) 봄바람의 향기도 입에 씹히네.
７ 忘牛存人(망우존인)
自任逸蹄水復山,(자임일제수복산) 빠른 걸음 소에 받겨 산이며
綠水靑山白日間.(녹수청산백일간) 물을 달리느니 세월은 한가롭기만……
雖然已在桃林野,(수연아재도림야) 도림桃林을 휘돌던 일 잊고 난 뒤로
片夢猶在小窓間.(편몽유재소창간) 간간이 창 밖으로 꿈은 달리네.
８ 人牛俱忘(인우구망)
非徒色空空亦空,(비도색공공역공) 색만이 공 아니라 공도 또한 공이기에
已無塞處又無通.(이무색처우무룡) 막힘도 없으려니 통함인들 있을 줄이……
纖塵不立依天劍,(섬전불립의천검) 하늘 높이 빼어 든 칼 먼지 하나 못 않거니
肯許千秋有祖宗.(긍허천추유조종) 천추에 조종祖宗 있음 그 어찌 용납하리.
９ 返本還源(반본환원)
三明六通元非功,(삼명육통원비공) 삼명이라 육통이라 별것 없거니
何似若盲復如聾.(하사약맹복여릉) 소경인 양 벙어린 양 됨만야 하랴.
回首毛角未生外,(회수모각미생외) 돌아보니 털도 뿔도 나지 않은 곳
春來依舊百花紅.(춘래의구백화홍) 봄이라 활짝 핀 꽃 붉기도 한 빛!
10 入鄽垂手(입전수수)
入泥入水任去來,(입니입수임거래) 어디에나 마음대로 드나들면서
哭笑無端不盈腮.(곡소부단불영시) 울고 웃고 그 볼엔 흔적도 못 내……
他日茫茫苦海裏,(타일망망고해리) 괴로움의 바닷속 언제인가는
更敎蓮花火中開.(경교연화화중개) 불길 중에 연꽃을 피게 하리라.

한용운(1879∼1944)이 자신이 지은 차운시를 쓴 것으로 심우에 대한 관심을 보여주며, 1933년에 마련한 그의 거처 심우장과도 관련된다. 그의 필적으로는 보기 드문 10폭 대작이며 보존상태도 양호하다. 필사 연대는 1933년(55세) 이후이며 노년의 전형적인 서풍이다.
한용운은 근대 불교계를 대표하는 승려이며 민족시인이므로 그의 유묵을 문화재로 지정하는 것이 필요하다. 현재 관련문화재로 만해한용운심우장(서울 기념물 7), 한용운묘소(등록문화재 519), 한용운선생생가지(충남 기념물 75), 합천 해인사 용성선사탑비(경남 유형 492, 한용운 撰)가 있다.
명칭은 '한용운 차확암십우송운(次廓庵十牛頌韻) 병풍'이라고 해야 하지만 일반적이지 않다. 이를 줄여 '한용운 십우송(十牛頌) 병풍' 또는 '한용운 심우송(尋牛頌) 병풍'으로 하는 것이 좋다.

## 참고 문헌
- 만해 한용운 심우송 병풍 - 국가유산청 국가유산포털